# Arteria uterina

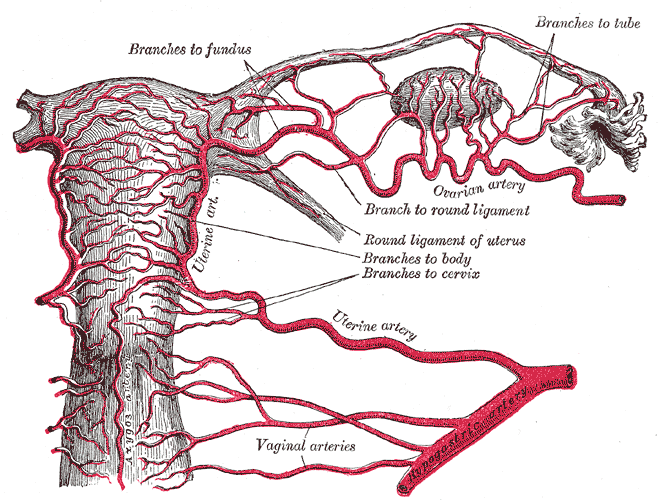
Gebärmuttergefäße der Frau

Die Arteria uterina („Gebärmutterarterie“) ist eine Schlagader der Bauchhöhle und das Hauptversorgungsgefäß der Gebärmutter. Bei einer Schwangerschaft beziehungsweise Trächtigkeit kommt es zu einer deutlichen Vergrößerung dieses Blutgefäßes.
Bei der Frau entspringt die Arteria uterina zumeist aus der Arteria iliaca interna und zieht vor dem Harnleiter im Parametrium zur Gebärmutter. Dort gibt sie einen Ast zur Versorgung der Vagina ab (Ramus vaginalis) und zieht dann stark geschlängelt an der Gebärmutter empor. Zuletzt gibt sie einen Ast zum Eileiter (Ramus tubarius) und zum Eierstock (Ramus ovaricus) ab, der mit der Eierstockarterie (Arteria ovarica) anastomosiert. Bei Schwangeren ab dem dritten Monat oder bei großen Gebärmuttertumoren kann die Pulsation der vergrößerten Gebärmuttergefäße als Uteringeräusch auskultiert werden.
Bei Unpaarhufern (Stuten) entspringt die Arteria uterina aus der Arteria iliaca externa, bei Paarhufern aus der Nabelarterie (Arteria umbilicalis) und bei Raubtieren aus der Arteria vaginalis. Bei diesen anastomosiert die Arteria uterina mit dem Gebärmutterast (Ramus uterinus) der Arteria ovarica. Bei Großtieren (Stuten, Kühe) lässt sich das Gefäß in der Trächtigkeit im Rahmen einer Rektaluntersuchung ertasten und zeigt bei Berührung ein charakteristisches heftiges Pulsieren („Uterinschwirren“). Dies kann in der Tiermedizin zur Feststellung einer Trächtigkeit herangezogen werden.